# Symetrická matice

Schematické naznačení symetrie v čtvercové matici stupně pět

Symetrická matice je v lineární algebře každá čtvercová matice, která je osově souměrná podle své hlavní diagonály. Jedná o čtvercovou matici, která se shoduje se svou transponovanou maticí, neboli {\displaystyle {\boldsymbol {A}}={\boldsymbol {A}}^{\mathrm {T} }}.
Symetrické matice se v lineární algebře používají k popisu symetrických bilineárních forem. Matice samoadjungovaného lineárního zobrazení vzhledem k ortonormální bázi je vždy symetrická. Soustavy lineárních rovnic se symetrickými maticemi soustavy lze řešit efektivně a numericky stabilně. Dále se symetrické matice používají v ortogonálních projekcích a při polárním rozkladu matic.
Symetrické matice mají aplikace také v geometrii, analýze, teorii grafů a stochastice.

## Definice
Čtvercová matice {\displaystyle {\boldsymbol {A}}} řádu {\displaystyle n} nad tělesem {\displaystyle T}, se nazývá symetrická, pokud pro všechna {\displaystyle i,j\in \{1,\ldots ,n\}} platí:
{\displaystyle a_{ij}=a_{ji}}.
Matice, která není symetrická se nazývá asymetrická, neplést s antisymetrickou maticí.

## Příklady
Symetrickými maticemi jsou například:
{\displaystyle {\begin{pmatrix}2\end{pmatrix}},\quad {\begin{pmatrix}1&5\\5&7\end{pmatrix}},\quad {\begin{pmatrix}1&1\\1&0\end{pmatrix}},\quad {\begin{pmatrix}1&3&0\\3&2&6\\0&6&5\end{pmatrix}}}.
Obecně mají symetrické matice o rozměrech {\displaystyle 2\times 2}, {\displaystyle 3\times 3} a {\displaystyle 4\times 4} následující podobu:
{\displaystyle {\begin{pmatrix}a&b\\b&c\end{pmatrix}},\quad {\begin{pmatrix}a&b&c\\b&d&e\\c&e&f\end{pmatrix}},\quad {\begin{pmatrix}a&b&c&d\\b&e&f&g\\c&f&h&i\\d&g&i&j\end{pmatrix}}}.

### Speciální případy
Některé symetrické matice se zvláštními vlastnostmi mají vlastní název:
- čtvercová nulová matice obsahuje jen nulové prvky
- čtvercová jedničková matice obsahuje jen jednotkové prvky
- diagonální matice jsou takové matice, které mají mimo diagonálu jen nulové prvky
- Hankelova matice je matice, která je konstantní v rámci diagonál vedoucích seshora zprava doleva dolů
- bisymetrická matice je matice osově symetrická podle hlavní diagonály i vedlejší diagonály

## Vlastnosti

### Popis

U symetrické matice stačí znát pouze prvky na diagonále a pod ní

U symetrické matice {\displaystyle {\boldsymbol {A}}\in T^{n\times n}} stačí znát {\displaystyle n} prvků na diagonále a {\displaystyle {\tfrac {n(n-1)}{2}}} prvků na jedné straně diagonály (nad nebo pod). Hodnoty prvků na opačné straně diagonály lze odvodit ze symetrie matice. Symetrická matice může mít nejvýše
{\displaystyle n+{\frac {n(n-1)}{2}}={\frac {n(n+1)}{2}}}
různých prvků. Ve srovnání s nesymetrickými maticemi řádu {\displaystyle n}, které mohou mít až {\displaystyle n^{2}} různých prvků, jde zhruba o poloviční množství dat, a proto byly pro symetrické matice navrženy speciální formáty pro ukládání v počítači. 

### Vektorový prostor symetrických matic
Součet {\displaystyle {\boldsymbol {A}}+{\boldsymbol {B}}} dvou symetrických matic {\displaystyle {\boldsymbol {A}},{\boldsymbol {B}}\in T^{n\times n}} je vždy symetrická matice, protože
{\displaystyle ({\boldsymbol {A}}+{\boldsymbol {B}})^{\mathrm {T} }={\boldsymbol {A}}^{\mathrm {T} }+{\boldsymbol {B}}^{\mathrm {T} }={\boldsymbol {A}}+{\boldsymbol {B}}}
Stejně tak i skalární násobek {\displaystyle c{\boldsymbol {A}}} symetrické matice skalárem {\displaystyle c\in T} je opět symetrická matice. Protože je nulová matice také symetrická, tvoří množina symetrických matic řádu {\displaystyle n} vektorový podprostor
{\displaystyle \operatorname {Symm} _{n}=\{{\boldsymbol {A}}\in T^{n\times n}\colon {\boldsymbol {A}}^{\mathrm {T} }={\boldsymbol {A}}\}}
prostoru čtvercových matic {\displaystyle T^{n\times n}}. Tento podprostor má dimenzi {\displaystyle {\tfrac {n^{2}+n}{2}}}. Jeho bázi lze vytvořit z matic {\displaystyle \mathbf {E} _{ii}} pro {\displaystyle i\in \{1,\dots ,n\}}, a součtů {\displaystyle \mathbf {E} _{ij}+\mathbf {E} _{ji}} pro {\displaystyle 1\leq i<j\leq n}. Uvedené matice {\displaystyle \mathbf {E} _{ij}} tvoří standardní bázi prostoru {\displaystyle T^{n\times n}} , čili mají jediný nenulový prvek {\displaystyle \mathbf {e} _{ij}=1}.

### Rozklad
Pokud je charakteristika tělesa {\displaystyle T} různá od 2, lze libovolnou čtvercovou matici {\displaystyle {\boldsymbol {M}}\in T^{n\times n}} zapsat jednoznačně jako součet {\displaystyle {\boldsymbol {M}}={\boldsymbol {A}}+{\boldsymbol {B}}}, kde matice {\displaystyle {\boldsymbol {A}}} je symetrická a matice {\displaystyle {\boldsymbol {B}}} je antisymetrická:
{\displaystyle {\boldsymbol {A}}={\frac {1}{2}}({\boldsymbol {M}}+{\boldsymbol {M}}^{\mathrm {T} })}  a  {\displaystyle {\boldsymbol {B}}={\frac {1}{2}}({\boldsymbol {M}}-{\boldsymbol {M}}^{\mathrm {T} })}
Antisymetrické matice tvoří vektorový podprostor prostoru čtvercových matic. Značí se {\displaystyle \operatorname {Skew} _{n}}a má dimenzi {\displaystyle {\tfrac {n^{2}-n}{2}}}. Prostor čtvercových matic {\displaystyle T^{n\times n}} dimenze {\displaystyle n^{2}} lze vyjádřit jako direktní součet
{\displaystyle T^{n\times n}=\operatorname {Symm} _{n}\oplus \operatorname {Skew} _{n}}
prostorů symetrických a antisymetrických matic.

### Součin
Součin {\displaystyle {\boldsymbol {AB}}} dvou symetrických matic {\displaystyle {\boldsymbol {A}},{\boldsymbol {B}}\in T^{n\times n}} nemusí být opět symetrická matice. Součin symetrických matic je symetrický, právě když je součin {\displaystyle {\boldsymbol {A}}} a {\displaystyle {\boldsymbol {B}}} komutativní. Jinými slovy, pokud součin splňuje {\displaystyle {\boldsymbol {AB}}={\boldsymbol {BA}}}, pak také platí:
{\displaystyle ({\boldsymbol {AB}})^{\mathrm {T} }={\boldsymbol {B}}^{\mathrm {T} }{\boldsymbol {A}}^{\mathrm {T} }={\boldsymbol {BA}}={\boldsymbol {AB}}} .
Pro symetrickou matici {\displaystyle {\boldsymbol {A}}} proto platí, že symetrické jsou všechny její mocniny {\displaystyle {\boldsymbol {A}}^{k}}, kde {\displaystyle k\in \mathbb {N} }, i její maticová exponenciála {\displaystyle e^{\boldsymbol {A}}}.
Pro každou matici {\displaystyle {\boldsymbol {M}}\in T^{m\times n}} jsou matice {\displaystyle {\boldsymbol {MM}}^{\mathrm {T} }} typu {\displaystyle m\times m}, i matice {\displaystyle {\boldsymbol {M}}^{\mathrm {T} }{\boldsymbol {M}}} typu {\displaystyle n\times n} symetrické.

### Kongruence a podobnost
Každá matice {\displaystyle {\boldsymbol {B}}\in T^{n\times n}}, která je kongruentní symetrické matici {\displaystyle {\boldsymbol {A}}\in T^{n\times n}}, je také symetrická, protože platí
{\displaystyle {\boldsymbol {B}}^{\mathrm {T} }=({\boldsymbol {S}}^{\mathrm {T} }{\boldsymbol {A}}{\boldsymbol {S}})^{\mathrm {T} }={\boldsymbol {S}}^{\mathrm {T} }{\boldsymbol {A}}^{\mathrm {T} }{\boldsymbol {S}}={\boldsymbol {S}}^{\mathrm {T} }{\boldsymbol {A}}{\boldsymbol {S}}={\boldsymbol {B}}},
přičemž {\displaystyle {\boldsymbol {S}}\in T^{n\times n}} je odpovídající regulární matice.
Na druhou stranu existují i nesymetrické matice, které jsou podobné symetrické matici.

### Inverze
Pokud je symetrická matice {\displaystyle {\boldsymbol {A}}\in T^{n\times n}} regulární, potom matice k ní inverzní {\displaystyle {\boldsymbol {A}}^{-1}} je symetrická, protože pro ni platí:
{\displaystyle ({\boldsymbol {A}}^{-1})^{\mathrm {T} }=({\boldsymbol {A}}^{\mathrm {T} })^{-1}={\boldsymbol {A}}^{-1}} .
V tomto případě jsou symetrické všechny mocniny {\displaystyle {\boldsymbol {A}}^{-k}} pro {\displaystyle k\in \mathbb {N} }.

## Reálné symetrické matice
Symetrické matice s reálnými prvky mají řadu dalších vlastností.

### Normální matice
Reálná symetrická matice {\displaystyle {\boldsymbol {A}}\in \mathbb {R} ^{n\times n}} je normální, protože platí
{\displaystyle {\boldsymbol {A}}^{\mathrm {T} }{\boldsymbol {A}}={\boldsymbol {A}}{\boldsymbol {A}}={\boldsymbol {A}}{\boldsymbol {A}}^{\mathrm {T} }}.
Každá reálná symetrická matice komutuje se svou transpozicí. Existují však i normální matice, které nejsou symetrické, například antisymetrické matice.

### Hermitovské matice
Protože se na {\displaystyle \mathbb {R} } každé číslo shoduje se svým komplexně sdruženým protějškem, neboli {\displaystyle z={\overline {z}}}, splývají reálné symetrické matice s reálnými hermitovskými. Formálně:
{\displaystyle {\boldsymbol {A}}^{\mathrm {H} }={\overline {\boldsymbol {A}}}^{\mathrm {T} }={\boldsymbol {A}}^{\mathrm {T} }={\boldsymbol {A}}},
přičemž {\displaystyle {\boldsymbol {A}}^{\mathrm {H} }} je hermitovská transpozice matice {\displaystyle {\boldsymbol {A}}} a {\displaystyle {\overline {\boldsymbol {A}}}} je komplexně sdružená matice k {\displaystyle {\boldsymbol {A}}}.
Reálná symetrická matice {\displaystyle {\boldsymbol {A}}\in \mathbb {R} ^{n\times n}} je vždy hermitovská mimo jiné i proto, že vzhledem k standardnímu skalárnímu součinu {\displaystyle \langle \cdot ,\cdot \rangle } na {\displaystyle \mathbb {R} ^{n}} splňuje:
{\displaystyle \langle {\boldsymbol {Ax}},{\boldsymbol {y}}\rangle =({\boldsymbol {Ax}})^{\mathrm {T} }{\boldsymbol {y}}={\boldsymbol {x}}^{\mathrm {T} }{\boldsymbol {A}}^{\mathrm {T} }{\boldsymbol {y}}={\boldsymbol {x}}^{\mathrm {T} }{\boldsymbol {Ay}}=\langle {\boldsymbol {x}},{\boldsymbol {Ay}}\rangle }
pro všechny vektory {\displaystyle {\boldsymbol {x}},{\boldsymbol {y}}\in \mathbb {R} ^{n}}. Reálné symetrické matice jsou hermitovské i s ohledem na standardní skalární součin nad {\displaystyle \mathbb {C} }.

### Vlastní čísla

Jednotková kružnice je transformována na elipsu pomocí reálné symetrické matice řádu 2. Poloosy elipsy odpovídají vlastním vektorům matice a jejich délky vlastním číslům.

Vlastní čísla reálné symetrické matice {\displaystyle {\boldsymbol {A}}\in \mathbb {R} ^{n\times n}}, tedy řešení rovnice {\displaystyle {\boldsymbol {Ax}}=\lambda {\boldsymbol {x}}}, jsou vždy reálná. Kdyby {\displaystyle \lambda \in \mathbb {C} } bylo komplexní vlastní číslo matice {\displaystyle {\boldsymbol {A}}} příslušné netriviálnímu vlastnímu vektoru {\displaystyle {\boldsymbol {x}}\in \mathbb {C} ^{n}}, {\displaystyle {\boldsymbol {x}}\neq {\boldsymbol {0}}}, pak z toho, že {\displaystyle {\boldsymbol {A}}} je hermitovská plyne:
{\displaystyle \lambda \langle {\boldsymbol {x}},{\boldsymbol {x}}\rangle =\langle {\boldsymbol {x}},\lambda {\boldsymbol {x}}\rangle =\langle {\boldsymbol {x}},{\boldsymbol {Ax}}\rangle =\langle {\boldsymbol {Ax}},{\boldsymbol {x}}\rangle =\langle \lambda {\boldsymbol {x}},{\boldsymbol {x}}\rangle ={\overline {\lambda }}\langle {\boldsymbol {x}},{\boldsymbol {x}}\rangle }.
Protože pro každé {\displaystyle {\boldsymbol {x}}\neq {\boldsymbol {0}}} platí {\displaystyle \langle {\boldsymbol {x}},{\boldsymbol {x}}\rangle \neq 0}, musí vlastní číslo {\displaystyle \lambda } splňovat {\displaystyle \lambda ={\overline {\lambda }}}, a proto je reálné. V důsledku lze i příslušný vlastní vektor {\displaystyle {\boldsymbol {x}}} zvolit reálný.

### Násobnosti vlastních čísel
Pro každou reálnou symetrickou matici {\displaystyle {\boldsymbol {A}}\in \mathbb {R} ^{n\times n}} se algebraické a geometrické násobnosti všech vlastních čísel shodují. Důvod je následující. Pro vlastní číslo {\displaystyle \lambda } matice {\displaystyle {\boldsymbol {A}}} s geometrickou násobností {\displaystyle k} existuje ortonormální báze {\displaystyle \{{\boldsymbol {x}}_{1},\ldots ,{\boldsymbol {x}}_{k}\}} prostoru vlastních vektorů příslušných k {\displaystyle \lambda }. Tuto bázi lze rozšířit pomocí vektorů{\displaystyle \{{\boldsymbol {x}}_{k+1},\ldots ,{\boldsymbol {x}}_{n}\}} na ortonormální bázi celého prostoru {\displaystyle \mathbb {R} ^{n}}. S pomocí ortogonální matice {\displaystyle {\boldsymbol {S}}=({\boldsymbol {x}}_{1}\mid \cdots \mid {\boldsymbol {x}}_{n})} je matice {\displaystyle {\boldsymbol {A}}} převedena na podobnou
{\displaystyle {\boldsymbol {C}}={\boldsymbol {S}}^{-1}{\boldsymbol {A}}{\boldsymbol {S}}={\boldsymbol {S}}^{\mathrm {T} }{\boldsymbol {A}}{\boldsymbol {S}}=\left({\begin{array}{c|c}\lambda \mathbf {I} &{\boldsymbol {0}}\\\hline {\boldsymbol {0}}&{\boldsymbol {X}}\end{array}}\right)}
což je bloková diagonální matice s bloky {\displaystyle \lambda \mathbf {I} \in \mathbb {R} ^{k\times k}} a {\displaystyle {\boldsymbol {X}}\in \mathbb {R} ^{(n-k)\times (n-k)}}. Vzhledem k tomu, že matice {\displaystyle {\boldsymbol {A}}} je hermitovská a vektory {\displaystyle {\boldsymbol {x}}_{1},\ldots ,{\boldsymbol {x}}_{n}}tvoří ortonormální bázi, platí pro prvky {\displaystyle c_{ij}} matice {\displaystyle C} s indexy {\displaystyle \min\{i,j\}\leq k}, že:
{\displaystyle c_{ij}=\langle {\boldsymbol {x}}_{i},{\boldsymbol {A}}{\boldsymbol {x}}_{j}\rangle =\langle {\boldsymbol {A}}{\boldsymbol {x}}_{i},{\boldsymbol {x}}_{j}\rangle =\lambda \langle {\boldsymbol {x}}_{i},{\boldsymbol {x}}_{j}\rangle =\lambda \delta _{ij}},
kde {\displaystyle \delta _{ij}} je Kroneckerovo delta. Vektory {\displaystyle {\boldsymbol {x}}_{k+1},\ldots ,{\boldsymbol {x}}_{n}} nejsou podle předpokladu vlastní vektory matice {\displaystyle {\boldsymbol {A}}} příslušné vlastnímu číslu {\displaystyle \lambda }, proto {\displaystyle \lambda } není žádným vlastním číslem matice {\displaystyle {\boldsymbol {X}}}. Vlastní číslo {\displaystyle \lambda } matice {\displaystyle {\boldsymbol {C}}} má podle vzorce pro determinant blokových matic shodnou algebraickou i geometrickou násobnost {\displaystyle k}. Totéž platí i pro matici {\displaystyle {\boldsymbol {A}}} díky vzájemné podobnosti s maticí {\displaystyle {\boldsymbol {C}}}. 

### Diagonalizovatelnost
Vzhledem k tomu, že se algebraické a geometrické násobnosti všech vlastních čísel shodují, a protože vlastní vektory příslušné různým vlastním číslům jsou lineárně nezávislé, tvoří vlastní vektory reálné symetrické matice {\displaystyle {\boldsymbol {A}}} bázi prostoru {\displaystyle \mathbb {R} ^{n}}. Reálná symetrická matice je tedy vždy diagonalizovatelná, to znamená, že existuje regulární matice {\displaystyle {\boldsymbol {S}}\in \mathbb {R} ^{n\times n}} a diagonální matice {\displaystyle {\boldsymbol {D}}\in \mathbb {R} ^{n\times n}}splňující:
{\displaystyle {\boldsymbol {S}}^{-1}{\boldsymbol {A}}{\boldsymbol {S}}={\boldsymbol {D}}}
Matice {\displaystyle {\boldsymbol {S}}=({\boldsymbol {x}}_{1}\mid \cdots \mid {\boldsymbol {x}}_{n})} je sestavena z vlastních vektorů {\displaystyle {\boldsymbol {x}}_{1},\ldots ,{\boldsymbol {x}}_{n}} po sloupcích a matice {\displaystyle {\boldsymbol {D}}=\operatorname {diag} (\lambda _{1},\ldots ,\lambda _{n})} má vlastní čísla {\displaystyle \lambda _{1},\ldots ,\lambda _{n}} příslušná těmto vlastním vektorům na diagonále. Vzhledem k tomu, že sloupce matice {\displaystyle {\boldsymbol {S}}}, neboli vlastní vektory lze libovolně přerovnat, může být odpovídající pořadí prvků na diagonále {\displaystyle {\boldsymbol {D}}} libovolné. V důsledku si dvě reálné symetrické matice jsou podobné, právě když mají stejná vlastní čísla. Kromě toho jsou dvě reálné symetrické matice současně diagonalizovatelné, právě když spolu komutují.

### Ortogonální diagonalizace

U symetrických matic platí, že vlastní vektory (modrý a fialový) příslušné různým vlastním číslům (zde 3 a 1) jsou na sebe kolmé. Při provedení transformace odpovídající matici se modré vektory třikrát prodlouží, zatímco fialové vektory si svou délku zachovají.

Vlastní vektory {\displaystyle {\boldsymbol {x}}_{i},{\boldsymbol {x}}_{j}} příslušné dvěma různým vlastním číslům {\displaystyle \lambda _{i}\neq \lambda _{j}} reálné symetrické matici {\displaystyle {\boldsymbol {A}}\in \mathbb {R} ^{n\times n}} jsou vzájemně kolmé. Uvedený vztah opět z následující vlastnosti hermitovských matic {\displaystyle {\boldsymbol {A}}}:
{\displaystyle \lambda _{i}\langle {\boldsymbol {x}}_{i},{\boldsymbol {x}}_{j}\rangle =\langle \lambda _{i}{\boldsymbol {x}}_{i},{\boldsymbol {x}}_{j}\rangle =\langle {\boldsymbol {A}}{\boldsymbol {x}}_{i},{\boldsymbol {x}}_{j}\rangle =\langle {\boldsymbol {x}}_{i},{\boldsymbol {A}}{\boldsymbol {x}}_{j}\rangle =\langle {\boldsymbol {x}}_{i},\lambda _{j}{\boldsymbol {x}}_{j}\rangle =\lambda _{j}\langle {\boldsymbol {x}}_{i},{\boldsymbol {x}}_{j}\rangle } .
Z předpokladu, že {\displaystyle \lambda _{i}} a {\displaystyle \lambda _{j}} jsou různá, pak plyne {\displaystyle \langle {\boldsymbol {x}}_{i},{\boldsymbol {x}}_{j}\rangle =0}. Vlastní vektory {\displaystyle {\boldsymbol {A}}} tvoří ortonormální bázi prostoru {\displaystyle \mathbb {R} ^{n}}. Každou reálnou symetrickou matici lze proto ortogonálně diagonalizovat, neboli existuje ortogonální matice {\displaystyle {\boldsymbol {S}}} splňující:
{\displaystyle {\boldsymbol {S}}^{\mathrm {T} }{\boldsymbol {A}}{\boldsymbol {S}}={\boldsymbol {D}}}
Tato reprezentace tvoří základ pro transformaci hlavní osy a je nejjednodušší verzí spektrální věty.

### Parametry
Každá reálná symetrická matice {\displaystyle {\boldsymbol {A}}\in \mathbb {R} ^{n\times n}} diagonalizovatelná, a proto pro její stopu platí:
{\displaystyle \operatorname {tr} {\boldsymbol {A}}=\lambda _{1}+\ldots +\lambda _{n}}
Její determinant tudíž splňuje:
{\displaystyle \det {\boldsymbol {A}}=\lambda _{1}\cdot \ldots \cdot \lambda _{n}}
Hodnost reálné symetrické matice je rovna počtu nenulových vlastních čísel. Za pomoci Kroneckerovy delty ji lze vyjádřit výrazem
{\displaystyle \operatorname {rank} {\boldsymbol {A}}=n-\left(\delta _{\lambda _{1},0}+\ldots +\delta _{\lambda _{n},0}\right)} .
Reálná symetrická matice je regulární, právě když má všechna vlastní čísla nenulová. Spektrální norma reálné symetrické matice je
{\displaystyle \|{\boldsymbol {A}}\|_{2}=\max\{|\lambda _{1}|,\ldots ,|\lambda _{n}|\}}
a tedy rovna spektrálnímu poloměru matice. Frobeniova norma vyplývá z normality
{\displaystyle \|{\boldsymbol {A}}\|_{\mathrm {F} }={\sqrt {\lambda _{1}^{2}+\ldots +\lambda _{n}^{2}}}}.

### Definitnost
Pro reálnou symetrickou matici {\displaystyle {\boldsymbol {A}}\in \mathbb {R} ^{n\times n}} a vektor {\displaystyle {\boldsymbol {x}}\in \mathbb {R} ^{n}} se výraz
{\displaystyle Q_{\boldsymbol {A}}({\boldsymbol {x}})={\boldsymbol {x}}^{\mathrm {T} }{\boldsymbol {Ax}}=\langle {\boldsymbol {x}},{\boldsymbol {Ax}}\rangle }
nazývá kvadratická forma určená maticí {\displaystyle {\boldsymbol {A}}}. Podle toho, jestli je {\displaystyle Q_{\boldsymbol {A}}({\boldsymbol {x}})} pro všechna {\displaystyle {\boldsymbol {x}}\neq 0} kladná, resp. nezáporná, záporná či nekladná, nazývá se matrice {\displaystyle {\boldsymbol {A}}} pozitivně definitní, resp. pozitivně semidefinitní, negativně definitní nebo negativně semidefinitní. Pokud {\displaystyle Q_{\boldsymbol {A}}({\boldsymbol {x}})} nabývá kladných i záporných hodnot, nazývá se matice {\displaystyle {\boldsymbol {A}}} indefinitní. Definitnost reálné symetrické matice závisí na znaméncích jejích vlastních čísel. Pokud jsou všechna vlastní čísla kladná, je matice pozitivně definitní, pokud jsou všechna záporná, je matice negativně definitní atd. Trojice čísel daná počtem kladných, záporných a nulových vlastních čísel se nazývá signatura matice. Podle Sylvesterova zákona setrvačnosti je signatura zachována u kongruentních reálných symetrických matic.

### Odhady vlastních čísel
Podle Courant-Fischerovy věty lze nejmenší a největší vlastní číslo symetrické {\displaystyle {\boldsymbol {A}}\in \mathbb {R} ^{n\times n}} odhadnout pomocí Rayleighova kvocientu. Konkrétně, pro všechna netriviální {\displaystyle {\boldsymbol {x}}\in \mathbb {R} ^{n}} platí:
{\displaystyle \min\{\lambda _{1},\ldots ,\lambda _{n}\}\leq {\frac {\langle {\boldsymbol {x}},{\boldsymbol {Ax}}\rangle }{\langle {\boldsymbol {x}},{\boldsymbol {x}}\rangle }}\leq \max\{\lambda _{1},\ldots ,\lambda _{n}\}}
Rovnost platí, právě když je {\displaystyle {\boldsymbol {x}}} je vlastní vektor příslušný k danému vlastnímu číslu. V důsledku lze nejmenší a největší vlastní číslo reálné symetrické matice určit minimalizací nebo maximalizací Rayleighova kvocientu.
Další možnost pro odhad vlastních čísel nabízejí Geršgorinovy kruhy, které u reálných symetrických matic mají tvar intervalů.
Pro dvě reálné symetrické matice {\displaystyle {\boldsymbol {A}},{\boldsymbol {B}}\in \mathbb {R} ^{n\times n}} s vlastními čísly seřazenými sestupně {\displaystyle \lambda _{1}\geq \ldots \geq \lambda _{n}} a {\displaystyle \mu _{1}\geq \ldots \geq \mu _{n}} platí odhad
{\displaystyle \operatorname {tr} ({\boldsymbol {AB}})\leq \lambda _{1}\mu _{1}+\ldots +\lambda _{n}\mu _{n}}.
Rovnost je splněna, právě když matice {\displaystyle {\boldsymbol {A}}} a {\displaystyle {\boldsymbol {B}}} jsou současně diagonalizovatelné vzhledem k uspořádání vlastních čísel, neboli když existuje ortogonální matice {\displaystyle {\boldsymbol {S}}\in \mathbb {R} ^{n\times n}} taková, že platí {\displaystyle {\boldsymbol {A}}={\boldsymbol {S}}\operatorname {diag} (\lambda _{1},\ldots ,\lambda _{n}){\boldsymbol {S}}^{\mathrm {T} }} a {\displaystyle {\boldsymbol {B}}={\boldsymbol {S}}\operatorname {diag} (\mu _{1},\ldots ,\mu _{n}){\boldsymbol {S}}^{\mathrm {T} }}. Uvedená nerovnost zobecňuje Cauchy-Schwarzovu nerovnost pro Frobeniův skalární součin a permutační nerovnost pro vektory. 

## Komplexní symetrické matice

### Rozklad
Podobně jako u reálných matic lze prostor komplexních čtvercových matic {\displaystyle {\mathbb {C} }^{n\times n}} zapsat jako direktní součet prostorů symetrických a antisymetrických matic:
{\displaystyle {\mathbb {C} }^{n\times n}=\operatorname {Symm} _{n}\oplus \operatorname {Skew} _{n}}
Jde zároveň o ortogonální součet vzhledem k Frobeniově skalárnímu součinu, protože pro všechny matice {\displaystyle {\boldsymbol {A}}\in \operatorname {Symm} _{n}} a {\displaystyle {\boldsymbol {B}}\in \operatorname {Skew} _{n}} platí:
{\displaystyle \langle {\boldsymbol {A}},{\boldsymbol {B}}\rangle _{\mathrm {F} }=\operatorname {tr} ({\boldsymbol {A}}^{\mathrm {H} }{\boldsymbol {B}})=\operatorname {tr} ({\overline {\boldsymbol {A}}}{\boldsymbol {B}})=\operatorname {tr} ({\boldsymbol {B}}{\overline {\boldsymbol {A}}})=\operatorname {tr} (({\boldsymbol {B}}{\overline {\boldsymbol {A}}})^{\mathrm {T} })=-\operatorname {tr} ({\boldsymbol {A}}^{\mathrm {H} }{\boldsymbol {B}})=-\langle {\boldsymbol {A}},{\boldsymbol {B}}\rangle _{\mathrm {F} }}
z čehož vyplývá {\displaystyle \langle {\boldsymbol {A}},{\boldsymbol {B}}\rangle _{\mathrm {F} }=0}. Ortogonalita rozkladu platí i pro reálný maticový prostor {\displaystyle {\mathbb {R} }^{n\times n}}.

### Spektrum
Pro komplexní matice {\displaystyle {\boldsymbol {A}}\in \mathbb {C} ^{n\times n}} nemá symetrie žádný zvláštní vliv na spektrum matice. Komplexní symetrická matice může mít nereálná vlastní čísla. Například komplexní symetrická matice {\displaystyle {\boldsymbol {A}}={\begin{pmatrix}1&\mathrm {i} \\\mathrm {i} &1\end{pmatrix}}\in \mathbb {C} ^{2\times 2}}má dvě vlastní čísla {\displaystyle \lambda _{1,2}=1\pm \mathrm {i} } .
Existují komplexní symetrické matice, které nelze diagonalizovat. Například matice {\displaystyle {\boldsymbol {A}}={\begin{pmatrix}1&\mathrm {i} \\\mathrm {i} &-1\end{pmatrix}}\in \mathbb {C} ^{2\times 2}} má jediné vlastní číslo {\displaystyle \lambda =0} s algebraické násobnosti dvě a geometrické násobnosti jedna. Obecně platí, že jakákoli komplexní čtvercová matice je podobná komplexní symetrické matici. Spektrum komplexní symetrické matice proto nevykazuje žádné zvláštnosti. 
Komplexním rozšířením reálných symetrických matic, pokud jde o matematické vlastnosti, jsou hermitovské matice.

### Rozklad
Libovolnou komplexní symetrickou matici {\displaystyle {\boldsymbol {A}}\in \mathbb {C} ^{n\times n}} lze pomocí Autonne-Takagiho faktorizace rozložit na součin
{\displaystyle {\boldsymbol {A}}={\boldsymbol {U}}^{\mathrm {T} }{\boldsymbol {D}}{\boldsymbol {U}}},
kde matice {\displaystyle {\boldsymbol {U}}\in \mathbb {C} ^{n\times n}} je unitární, {\displaystyle {\boldsymbol {D}}=\operatorname {diag} (\sigma _{1},\ldots ,\sigma _{n})\in \mathbb {R} ^{n\times n}}je reálná diagonální. Prvky diagonální matice jsou singulární hodnoty {\displaystyle {\boldsymbol {A}}}, neboli odmocniny vlastních čísel matice {\displaystyle {\boldsymbol {A}}^{\mathrm {H} }{\boldsymbol {A}}}. 

## Použití

### Symetrické bilineární formy
Každá bilineární forma {\displaystyle b\colon V\times V\to T} na vektorovém prostoru {\displaystyle V} dimenze {\displaystyle n} nad tělesem {\displaystyle T} může být vzhledem k bázi {\displaystyle \{{\boldsymbol {v}}_{1},\ldots ,{\boldsymbol {v}}_{n}\}} prostoru {\displaystyle V} reprezentována čtvercovou maticí {\displaystyle {\boldsymbol {A}}_{b}\in T^{n\times n}} danou vztahem:
{\displaystyle ({\boldsymbol {A}}_{b})_{ij}=b({\boldsymbol {v}}_{i},{\boldsymbol {v}}_{j})}
Pokud je bilineární forma symetrická, pak platí {\displaystyle b({\boldsymbol {v}},{\boldsymbol {w}})=b({\boldsymbol {w}},{\boldsymbol {v}})} pro všechny {\displaystyle {\boldsymbol {v}},{\boldsymbol {w}}\in V}, a matice {\displaystyle {\boldsymbol {A}}_{b}} je symetrická. Naopak každá symetrická matice {\displaystyle {\boldsymbol {A}}\in T^{n\times n}} definuje symetrickou bilineární formu {\displaystyle b_{\boldsymbol {A}}\colon T^{n}\times T^{n}\to T} vztahem:
{\displaystyle b_{\boldsymbol {A}}({\boldsymbol {x}},{\boldsymbol {y}})={\boldsymbol {x^{\mathrm {T} }Ay}}}
Je-li matice {\displaystyle {\boldsymbol {A}}\in \mathbb {R} ^{n\times n}} navíc pozitivně definitní, pak {\displaystyle b_{\boldsymbol {A}}} představuje skalární součin na euklidovském prostoru {\displaystyle \mathbb {R} ^{n}}.

### Samoadjungované zobrazení
Je-li {\displaystyle (V,\langle \cdot ,\cdot \rangle )} reálný prostor se skalárním součinem dimenze {\displaystyle n}, pak může být každé lineární zobrazení {\displaystyle f\colon V\to V} vzhledem k ortonormální bázi {\displaystyle \{{\boldsymbol {e}}_{1},\ldots ,{\boldsymbol {e}}_{n}\}} prostoru {\displaystyle V} reprezentováno maticí zobrazení
{\displaystyle {\boldsymbol {A}}_{f}=(a_{ij})\in \mathbb {R} ^{n\times n}},
kde {\displaystyle f({\boldsymbol {e}}_{j})=a_{1j}{\boldsymbol {e}}_{1}+\ldots +a_{nj}{\boldsymbol {e}}_{n}} pro {\displaystyle j=1,\ldots ,n}. Matice zobrazení {\displaystyle {\boldsymbol {A}}_{f}} je symetrická, právě když je zobrazení {\displaystyle f} samoadjungované. To vyplývá ze vztahu
{\displaystyle \langle f({\boldsymbol {v}}),{\boldsymbol {w}}\rangle =({\boldsymbol {A}}_{f}{\boldsymbol {x}})^{\mathrm {T} }{\boldsymbol {y}}={\boldsymbol {x}}^{\mathrm {T} }{\boldsymbol {A}}_{f}^{\mathrm {T} }{\boldsymbol {y}}={\boldsymbol {x}}^{\mathrm {T} }{\boldsymbol {A}}_{f}{\boldsymbol {y}}={\boldsymbol {x}}^{\mathrm {T} }({\boldsymbol {A}}_{f}{\boldsymbol {y}})=\langle {\boldsymbol {v}},f({\boldsymbol {w}})\rangle },
kde {\displaystyle {\boldsymbol {x}}} a {\displaystyle {\boldsymbol {y}}} jsou vektory souřadnic vektorů {\displaystyle {\boldsymbol {v}}=x_{1}{\boldsymbol {e}}_{1}+\ldots +x_{n}{\boldsymbol {e}}_{n}} a {\displaystyle {\boldsymbol {w}}=y_{1}{\boldsymbol {e}}_{1}+\ldots +y_{n}{\boldsymbol {e}}_{n}}.

### Projekce a souměrnost

Ortogonální rozklady jsou popsány symetrickými maticemi

Je-li opět {\displaystyle (V,\langle \cdot ,\cdot \rangle )} reálný prostor se skalárním součinem dimenze {\displaystyle n} a {\displaystyle U} je jeho {\displaystyle k}-dimenzionální podprostor, přičemž {\displaystyle {\boldsymbol {x}}_{1},\ldots ,{\boldsymbol {x}}_{k}} jsou vektory ortonormální báze prostoru {\displaystyle U}, potom matice kolmé projekce na podprostor {\displaystyle U} je
{\displaystyle {\boldsymbol {A}}_{U}={\boldsymbol {x}}_{1}{\boldsymbol {x}}_{1}^{\mathrm {T} }+\ldots +{\boldsymbol {x}}_{k}{\boldsymbol {x}}_{k}^{\mathrm {T} }\in \mathbb {R} ^{n\times n}}.
Tato matice je symetrická, neboť je dána součtem symetrických matic. Také matice kolmé projekce do ortogonálního doplňku {\displaystyle U^{\bot }} je díky reprezentaci {\displaystyle {\boldsymbol {A}}_{U^{\bot }}=\mathbf {I} -{\boldsymbol {A}}_{U}} vždy symetrická. S pomocí matic projekcí {\displaystyle {\boldsymbol {A}}_{U}} a {\displaystyle {\boldsymbol {A}}_{U^{\perp }}} může být libovolný vektor {\displaystyle {\boldsymbol {v}}\in V} rozložen na součet vzájemně kolmých vektorů {\displaystyle {\boldsymbol {u}}\in U} a {\displaystyle {\boldsymbol {u}}^{\perp }\in U^{\perp }}. Geometrická transformace souměrnosti podle podprostoru {\displaystyle U} má symetrickou matici {\displaystyle \mathbf {I} -2{\boldsymbol {A}}_{U}}.

### Soustavy lineárních rovnic
Řešení soustavy lineárních rovnic {\displaystyle {\boldsymbol {Ax}}={\boldsymbol {b}}} se symetrickou maticí soustavy {\displaystyle {\boldsymbol {A}}} může být zjednodušeno, pokud se využije symetrie matice {\displaystyle {\boldsymbol {A}}}, konkrétně jejího rozkladu:
{\displaystyle {\boldsymbol {A}}={\boldsymbol {LDL}}^{\mathrm {T} }}
s dolní trojúhelníkovou matricí {\displaystyle {\boldsymbol {L}}} s jedničkami na diagonále a diagonální maticí {\displaystyle {\boldsymbol {D}}}. Tento rozklad se používá např. při Choleského rozkladu pozitivně-definitivních symetrických matic.
Metody CG a MINRES jsou příklady moderních přístupů pro numerické řešení rozsáhlých soustav lineárních rovnic s řídkou symetrickou maticí soustavy.

### Polární rozklad
Každá čtvercová matice {\displaystyle {\boldsymbol {A}}\in \mathbb {R} ^{n\times n}} má polární rozklad
{\displaystyle {\boldsymbol {A}}={\boldsymbol {QP}}}
s ortogonální maticí {\displaystyle {\boldsymbol {Q}}\in \mathbb {R} ^{n\times n}} a pozitivní semidefinitní symetrickou maticí {\displaystyle {\boldsymbol {P}}\in \mathbb {R} ^{n\times n}}. Matice {\displaystyle {\boldsymbol {P}}} je druhá odmocnina z {\displaystyle {\boldsymbol {A^{\mathrm {T} }A}}} . Pokud je {\displaystyle {\boldsymbol {A}}} regulární, je {\displaystyle {\boldsymbol {P}}} pozitivně definitní a polární rozklad je pak dán {\displaystyle {\boldsymbol {Q}}={\boldsymbol {AP}}^{-1}}.

## Aplikace

### Geometrie

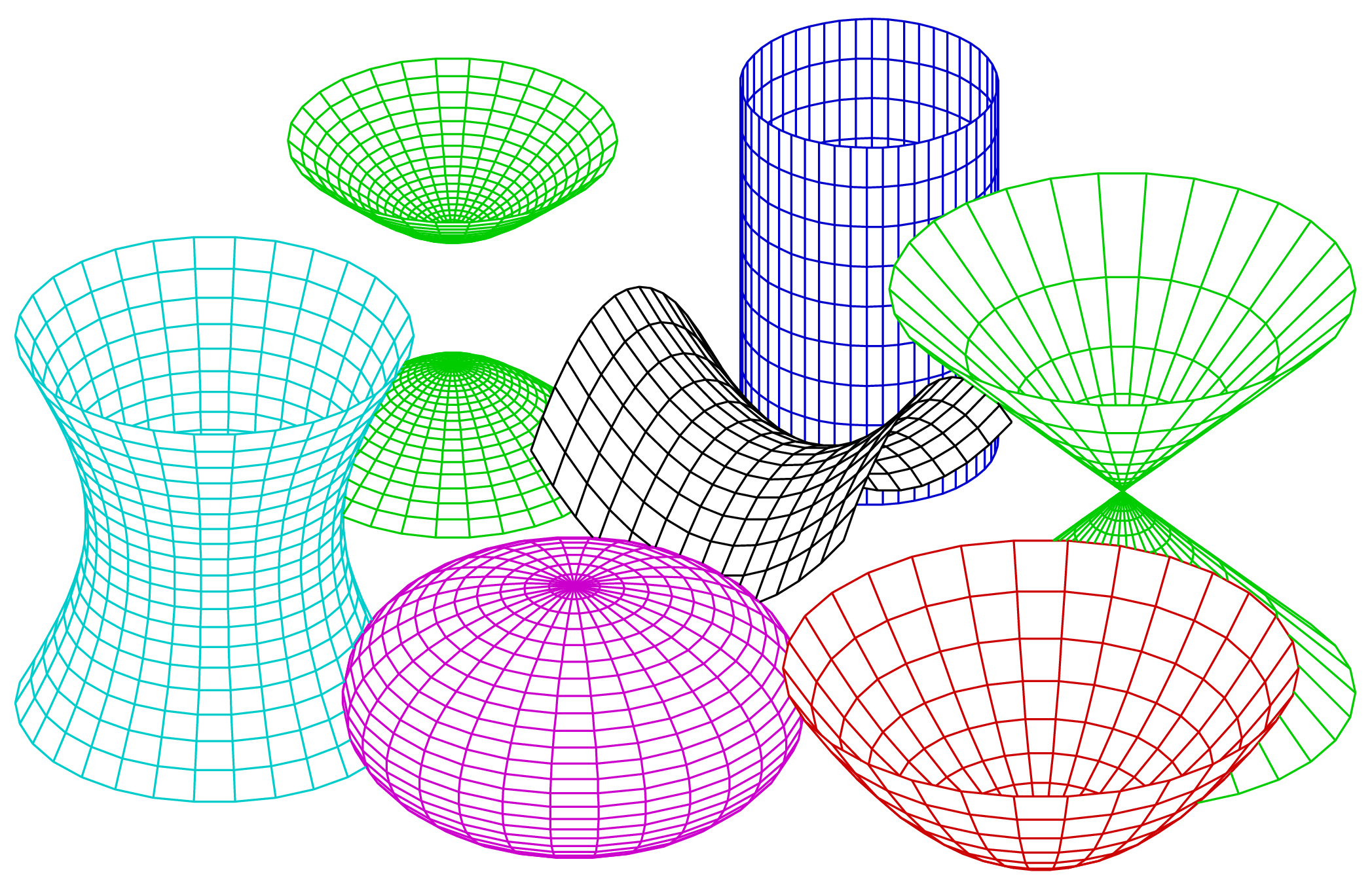
Kvadriky lze popsat symetrickými maticemi

Kvadrika v {\displaystyle n} -rozměrném euklidovském prostoru je množina kořenů kvadratického polynomu v {\displaystyle n} neznámých. Každou kvadriku lze definovat pomocí nenulové symetrické matice {\displaystyle {\boldsymbol {A}}\in \mathbb {R} ^{n\times n}}, vektoru {\displaystyle {\boldsymbol {b}}\in \mathbb {R} ^{n}} a absolutního členu {\displaystyle c\in \mathbb {R} } jako množinu bodů
{\displaystyle Q=\left\{{\boldsymbol {x}}\in \mathbb {R} ^{n}\mid {\boldsymbol {x^{\mathrm {T} }Ax}}+2{\boldsymbol {b^{\mathrm {T} }x}}+c=0\right\}}.

### Analýza
Charakterizaci extrémů dvakrát spojitě derivovatelných funkcí {\displaystyle f\colon D\subset \mathbb {R} ^{n}\to \mathbb {R} } lze provést pomocí Hessovy matice
{\displaystyle H_{f}(x)=\left({\frac {\partial ^{2}f}{\partial x_{i}\partial x_{j}}}(x)\right)\in \mathbb {R} ^{n\times n}}
Hessova matice je podle Schwarzovy věty symetrická. Podle toho, jestli je {\displaystyle H_{f}(x)} je pozitivně definitní, negativně definitní nebo indefinitní leží v bodě {\displaystyle x} lokální minimum, lokální maximum nebo sedlový bod.

### Teorie grafů

Neorientovaný hranově vážený graf má symetrickou matici sousednosti.

Matice sousednosti {\displaystyle {\boldsymbol {A}}_{G}} neorientovaného hranově váženého grafu {\displaystyle G=(V,E,d)} s množinou vrcholů {\displaystyle V=\{v_{1},\ldots ,v_{n}\}} je z definice
{\displaystyle {\boldsymbol {A}}_{G}=(a_{ij})\in (\mathbb {R} \cup \infty )^{n\times n}}, kde {\displaystyle {\boldsymbol {A}}_{ij}={\begin{cases}d(e)&{\text{pro}}~e=\{v_{i},v_{j}\}\in E\\\infty &{\text{jinak}}\end{cases}}}
vždy symetrická. Matice odvozené z matice sousednosti součty nebo mocninami, jako například Laplaceova matice, matice sousednosti nebo matice vzdálenosti jsou také symetrické. Analýza těchto matic je předmětem spektrální teorie grafů.

### Stochastika
Je-li {\displaystyle X=(X_{1},\ldots ,X_{n})} náhodný vektor sestávající z {\displaystyle n} reálných náhodných veličin {\displaystyle X_{1},\ldots ,X_{n}} s konečným rozptylem, pak přidružená kovarianční matice
{\displaystyle \Sigma _{X}=\left(\operatorname {Cov} (X_{i},X_{j})\right)\in \mathbb {R} ^{n\times n}}
je matice všech párových kovariancí těchto náhodných veličin. Protože pro všechna {\displaystyle i,j\in \{1,\ldots ,n\}} platí: {\displaystyle \operatorname {Cov} (X_{i},X_{j})=\operatorname {Cov} (X_{j},X_{i})}, je kovarianční matice symetrická.

## Symetrizovatelná matice
Čtvercová matice {\displaystyle {\boldsymbol {A}}} se nazývá symetrizovatelná, pokud existuje regulární diagonální matice {\displaystyle {\boldsymbol {D}}} a symetrická matice {\displaystyle {\boldsymbol {S}}} takové, že {\displaystyle {\boldsymbol {A}}={\boldsymbol {DS}}}.
Transpozice symetrizovatelné matice je symetrická, protože {\displaystyle {\boldsymbol {A}}^{\mathrm {T} }=({\boldsymbol {DS}})^{\mathrm {T} }={\boldsymbol {SD}}={\boldsymbol {D}}^{-1}({\boldsymbol {DSD}})} a {\displaystyle {\boldsymbol {DSD}}} je symetrická.
Matice {\displaystyle {\boldsymbol {A}}} je symetrizovatelná, právě když jsou splněny následující podmínky:
1. {\displaystyle a_{ij}=0} implikuje {\displaystyle a_{ji}=0} pro všechna {\displaystyle i,j\in \{1,\dots ,n\}} a
2. {\displaystyle a_{i_{1}i_{2}}a_{i_{2}i_{3}}\dots a_{i_{k}i_{1}}=a_{i_{2}i_{1}}a_{i_{3}i_{2}}\dots a_{i_{1}i_{k}}} pro jakoukoli konečnou posloupnost {\displaystyle \left(i_{1},i_{2},\dots ,i_{k}\right).}